# Décès en 845
Décès
- 841
- 842
- 843
- 844
- 845
- 846
- 847
- 848
- 849

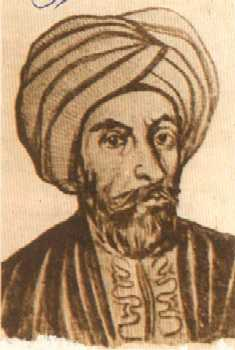
Abū Tammām.

Cette page dresse une liste de personnalités mortes au cours de l'année 845 :
- 16 février : Ibn Sa'd al-Baghdadi, historien et écrivain arabe.
- 22 août : Denys Ier d'Antioche, patriarche d'Antioche de l'Église jacobite.

- Les 42 martyrs d'Amorium (en), faits prisonniers lors du sac d'Amorium.
- Brude VII, roi des Pictes.
- Dowager Wang (en), impératrice chinoise.
- Ecgred, évêque de Lindisfarne.
- Mislav de Croatie, duc.
- Seguin II, comte de Bordeaux et peut-être de Gascogne.
- Théophylacte de Nicomédie, évêque de Nicomédie (Asie Mineure).
- Turgesius, un Viking.

date incertaine (845 ou 846)
- Abū Tammām, poète arabe syrien d’origine chrétienne.
- Ibn Sallâm al-Jumahî, philologue et traditionniste de Basra.

## Crédit d'auteurs
- Cet article est partiellement ou en totalité issu de l'article intitulé « 845 » (voir la liste des auteurs).